# Przymus państwowy
Przymus państwa – przymus łączy się z wymuszaniem posłuszeństwa jednostek ludzkich i grup społecznych wobec władzy publicznej. Jest nieodłącznym elementem państwa. Państwo nie może się obyć bez przymusu. Posłuszeństwo społeczeństwa jest możliwe poprzez stosowanie przymusu przez władzę publiczną.
Przymus występuje pod różnymi formami w każdym państwie i w każdym społeczeństwie. Nasilenie i intensywność przymusu zależy od rodzaju sprawowanych rządów.
Ustroje totalitaryzm i autokracja często mogą posługiwać się brutalnymi środkami przymusu. Może dotyczyć zarówno całego społeczeństwa, jak i pojedynczych jednostek.
Państwo demokratyczne również stosuje rozmaite formy przymusu, często brutalne, jednak są one ograniczone przepisami prawnymi odwołującymi się do zasad humanitaryzmu. W takim przypadku przymus państwa może się przejawiać pozbawieniu wolności, pozbawieniu praw, nałożeniu pewnych ograniczeń czy grzywny lub poprzez unieważnienie wcześniejszych aktów prawnych. Przemoc oraz groźba są podstawowymi środkami przymusu państwa. Przemoc dotyczy oddziaływania środkami fizycznymi. Ma doprowadzić do niedopuszczenia do powstania lub wykonania decyzji człowieka. Groźba jest oddziaływaniem, które ma na celu wzbudzenie obawy przed jakimś zdarzeniem, ocenianym negatywnie przez te osoby. Groźbę wyrażają najczęściej akty prawne. Stosowanie przez państwo środków przymusu pozwala organom państwowym na wymuszenie określonego zachowanie obywateli przewidzianego prawem i zapewnienie określonego ładu społecznego. Państwo, aby móc stosować różne formy przymusu wobec obywateli, powołuje organy państwowe tj. policja, prokuratura, sądy, administracja publiczna itp. W sytuacjach gdy obywatel odmawia posłuszeństwa wobec państwa, to organy państwowe mają prawo pozbawić go majątku, wolności, a nawet życia. Przymus może być fizyczny, gospodarczy, psychologiczny. Za naruszenia prawa przewidziane są środki przymusu. Prawo jest zbiorem norm, które wskazują, co jest dozwolone, a co nie. Wyroki sądowe są formą przymusu stosowane w przypadku naruszenia prawa.
Wyłączność na stosowanie przymusu fizycznego mają organy państwowe. Dawniej istniały pewne grupy społeczne mające prawo do stosowanie przymusu fizycznego wobec innych warstw społecznych. Właściciel niewolnika mógł karać go fizycznie, a nawet zabić. W okresach gdy chłopi musieli odpracowywać pańszczyznę w folwarkach, szlachcic mógł stosować przymus fizyczny, aby zmusić ich do pracy w swoim gospodarstwie. W obecnych czasach bardziej rozpowszechniony jest przymus ekonomiczny. Akty prawne chronią obywateli przed nadużyciami przymusu fizycznego przez funkcjonariuszy policji i administracji publicznej.